# Robert Ryan
Robert Ryan (n. 11 noiembrie 1909, Chicago, Illinois, SUA – d. 11 iulie 1973, New York City, New York, SUA) a fost un actor de film american.

## Filmografie selectivă
- 1940 Călărețul stacojiu (North West Mounted Police), regia Cecil B. DeMille
- 1948 Berlin-Express, regia Jacques Tourneur
- 1953	Recompensă pentru șerif	(The Naked Spur), regia Anthony Mann
- 1955 Stadt in Angst (Bad Day at Black Rock), regia John Sturges
- 1962 Ziua cea mai lungă (The Longest Day), regia Ken Annakin (GB), Andrew Marton (USA), Bernhard Wicki (CH), Darryl F. Zanuck (USA), Gerd Oswald
- 1965 Bătălia din Ardeni (Battle of the Bulge), regia Ken Annakin
- 1966 Profesioniștii (The Professionals), regia Richard Brooks
- 1967 Duzina de ticăloși
- 1969 Hoarda sălbatică (The Wild Bunch) regia Sam Peckinpah
- 1969 Căpitanul Nemo (Captain Nemo and the Underwater City), regia James Hill
- 1973 The Iceman Cometh, regia John Frankenheimer